# Kyle Balda
Kyle Balda (Tucson, 9 de março de 1971) é um animador e diretor de cinema estadunidense, mais conhecido por codirigir os filmes de animação O Lorax: Em Busca da Trúfula Perdida (2012), com Chris Renaud, e Minions (2015), com Pierre Coffin. Ele também trabalhou como animador em vários filmes, incluindo Jumanji e Toy Story 2. Ele trabalhou para a Pixar por anos e agora está na Illumination Entertainment.

## Início da vida
Balda nasceu em Tucson, Arizona, de mãe maltesa. Ele estudou no Instituto de Artes da Califórnia no início de 1990 e desistiu depois de dois anos para um emprego que lhe foi oferecido. 

## Carreira
Durante seu tempo na CalArts, Balda foi contratado pela LucasArts como estagiário para criar a sequência animada de abertura do jogo de aventura Day of the Tentacle.
Em 2012, Balda codirigiu o filme de animação da Illumination, O Lorax: Em Busca da Trúfula Perdida, junto com Chris Renaud, como sua estreia na direção. Estrelado por Danny DeVito, Zac Efron, Ed Helms e Taylor Swift.  O filme foi lançado na América do Norte em 2 de março de 2012 pela Universal Pictures e arrecadou mais de US$ 348 milhões com um orçamento de US$ 70 milhões.
Em 2015, Balda dirigiu outro filme de animação da Illumination, Minions, junto com Pierre Coffin. O elenco do filme inclui Coffin, Sandra Bullock, Jon Hamm e Michael Keaton.   O filme foi lançado na América do Norte em 10 de julho de 2015 pela Universal e arrecadou mais de US$ 1,1 bilhões de dólares.
Em 2017, Balda codirigiu Meu Malvado Favorito 3. Em seu papel como codiretor, ele trabalhou para que o filme tivesse uma paleta de cores mais vibrante do que seus antecessores.

## Vida pessoal
Balda está atualmente morando em Paris.

## Filmografia

### Filme
| Ano  | Título                               | Notas                  |  |
| ---- | ------------------------------------ | ---------------------- |  |
| 1994 | O Máskara                            | Animador gráfico       |  |
| 1995 | Jumanji                              | Supervisor de animação |  |
| 1996 | Marte Ataca!                         | Animador               |  |
| 1996 | Os Espíritos                         | Animador               |  |
| 1998 | Vida de Inseto                       | Animador adicional     |  |
| 1999 | Toy Story 2                          | Diretor de animação    |  |
| 2001 | Monstros S.A.                        | Animador               |  |
| 2010 | Meu Malvado Favorito                 | Supervisor de layout   |  |
| 2012 | O Lorax: Em Busca da Trúfula Perdida | Codiretor              |  |
| 2015 | Minions                              | Diretor                |  |
| 2017 | Meu Malvado Favorito 3               | Diretor                |  |
| 2022 | Minions 2: A Origem de Gru           | Diretor                |  |
| 2024 | Meu Malvado Favorito 4               | Diretor                |  |